# Ромадановка (Ишимбайский район)
Ромадановка(Осиновка) (баш. Ромадановка) — село в Ишимбайском районе Башкортостана, входит в состав Верхоторского сельсовета.

## Население
| 2002 | 2009 | 2010 |
| ---- | ---- | ---- |
| 130  | ↗132 | ↗176 |

Национальный состав
Согласно переписи 2002 года, преобладающая национальность — русские (74 %).

## Географическое положение
Расстояние до:
- районного центра Ишимбай: 31 км,
- центра сельсовета Верхотор: 6 км,
- ближайшей ж/д станции Салават: 42 км.

## Улицы
- Восточная
- Речная
- Центральная

## Водные объекты
По Ромадановке протекают три водных потока. Самый крупный — река Картышла в нее впадает Березовая а уже в них притоком впадает ручей Торгаска 
Находится село около дороги районного значения Ишимбай — Воскресенское.

## Достопримечательности
- Ромадановский овраг — памятник природы (с 1965 года)